# کژتسکو ماوه

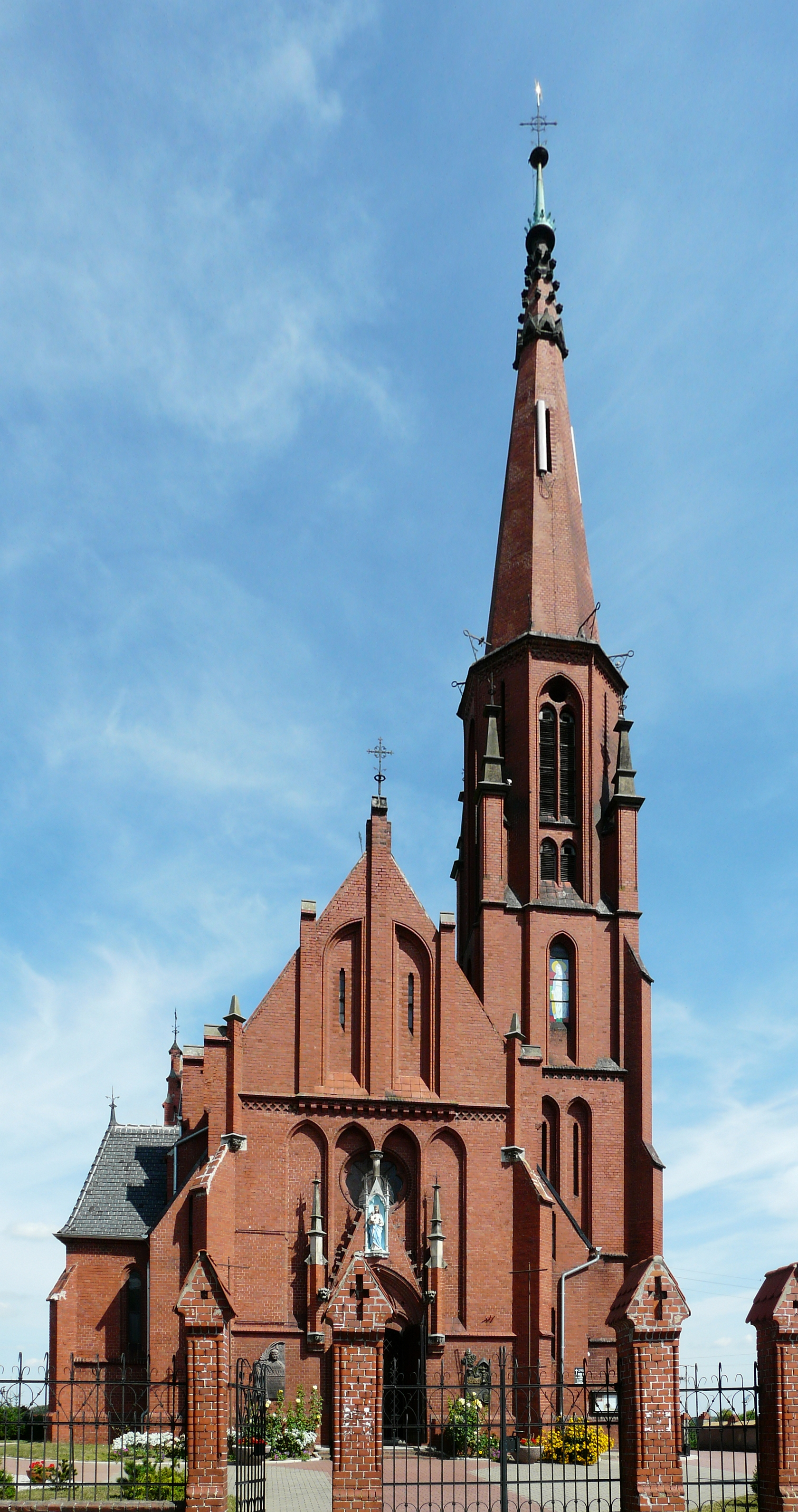
روستای کژتسکو ماوه لهستان

کژتسکو ماوه (به لهستانی:  Krzycko Małe) یک روستا در لهستان است که در گمینا شوینچیخووا واقع شده‌است.